# 宝坻区文化广场

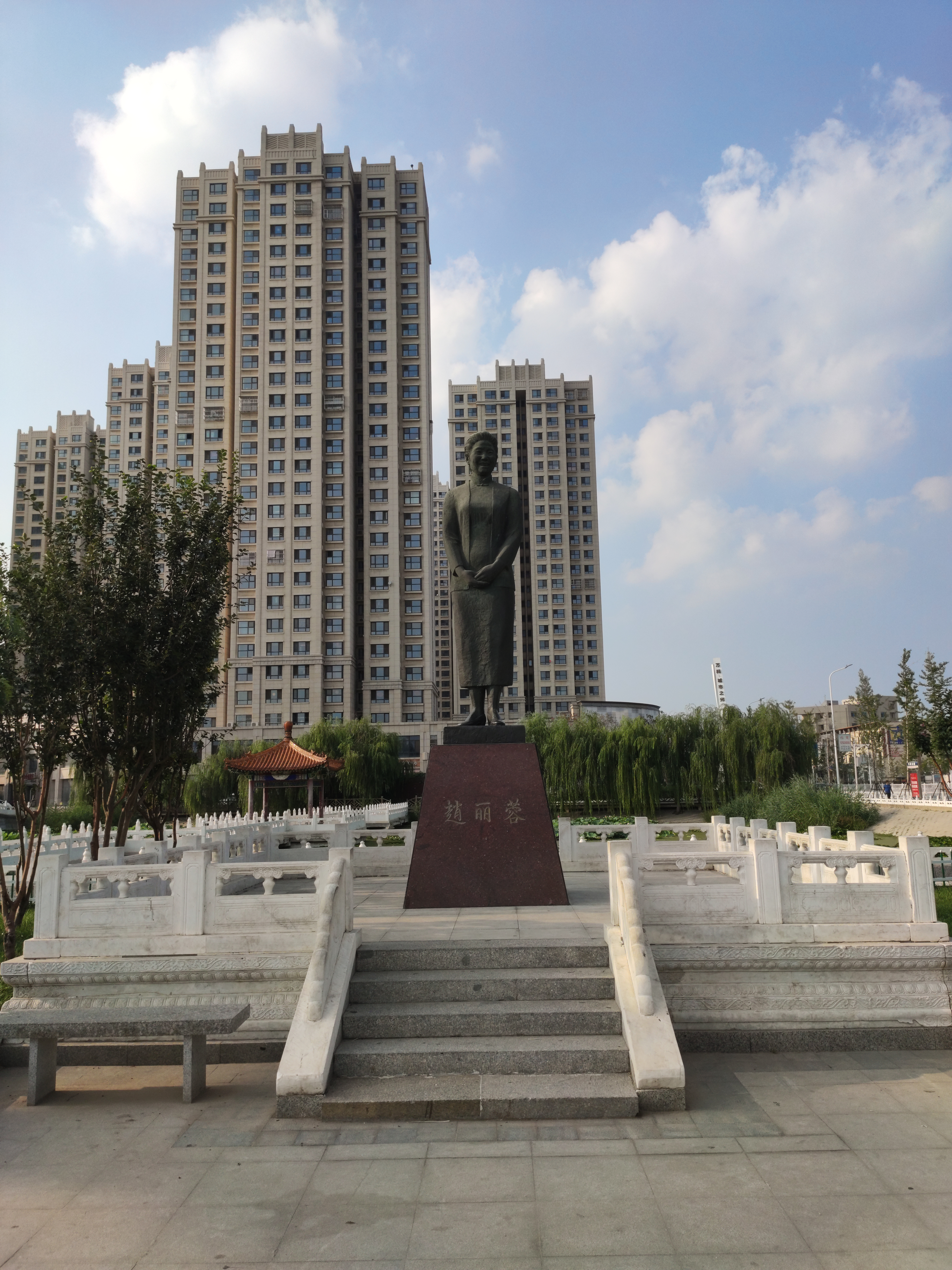
赵丽蓉铜像

宝坻区文化广场，又称赵丽蓉广场，位于天津市宝坻区广川路与东城南路交口西北，占地面积3.8万平方米，中央立有赵丽蓉铜像，其他区域则由活动区、荷花池、绿地三部分组成，建造费用410万元。
2022年7月，开启广场危桥拆建工程。

## 赵丽蓉铜像
2005年8月10日，落成，由桑任新设计，铜像底座正面为第八、第九届全国政协主席李瑞环手书的“赵丽蓉”三字，背面则刻有赵丽蓉生平。
- 底座背面文书：

赵丽蓉生平简介

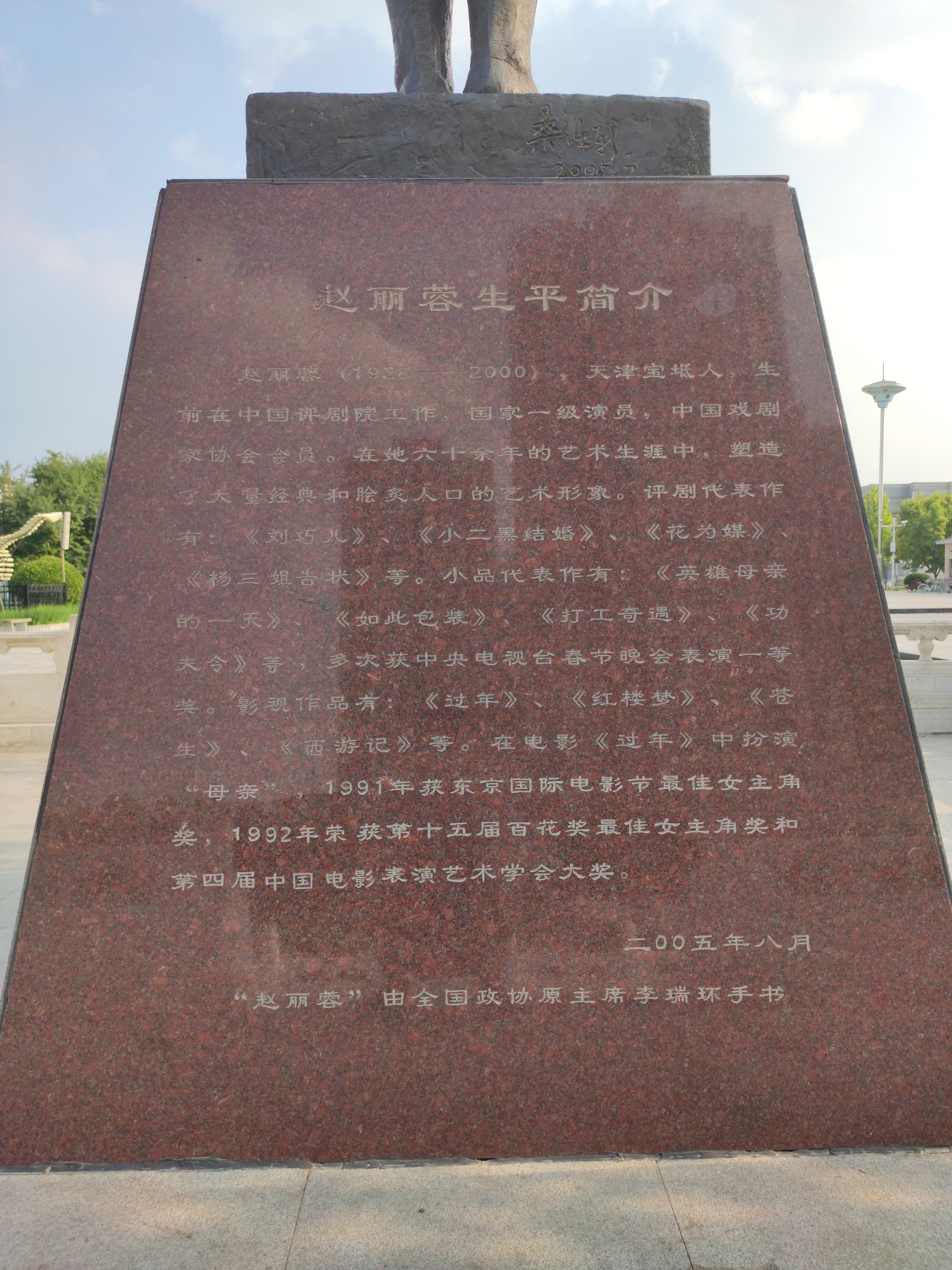
赵丽蓉铜像底座碑文

赵丽蓉（1928——2000），天津宝坻人，生前在中国评剧院工作，国家一级演员，中国戏剧家协会会员。在她六十余年的艺术生涯中，塑造了大量经典和脍炙人口的艺术形象。评剧代表作有：《刘巧儿》、《小二黑结婚》、《花为媒》、《杨三姐告状》等。小品代表作有：《英雄母亲的一天》、《如此包装》、《打工奇遇》、《功夫令》等，多次获得中央电视台春节联欢晚会表演一等奖。影视作品有：《过年》、《红楼梦》、《苍生》、《西游记》等。在电影《过年》中扮演“母亲”，1991年获东京国际电影节最佳女主角奖，1992年荣获第十五届百花奖最佳女主角奖和第四届中国电影表演艺术学会大奖。
二00五年八月
“赵丽蓉”由全国政协主席李瑞环手书